# Karasor
Karasor je hořkoslané bezodtoké jezero na severovýchodě Karagandské oblasti v Kazachstánu. Má rozlohu přibližně 154 km² a maximální hloubku 5 m.

## Pobřeží
Leží v rozsáhlé kotlině. Podklad tvoří jíl se zápachem sirovodíku. Břehy jsou nízké, pozvolné a hliněné.

## Vodní režim
Zdroj vody je sněhový. Do Karasoru ústí několik říček, které v létě vysychají. Zamrzá v listopadu a rozmrzá na konci dubna nebo v květnu. Vsázka soli.